# Голлі (роман)
Голлі (англ. Holly) — роман американського письменника Стівена Кінга у жанрі детектив, що побачив світ англійською мовою 5 вересня 2023 в американському видавництві «Чарльз Скрібнерз санс» та у британському видавництві «Годдер і Стоутон».

## Сюжет
Коли Пенні Дал (англ. Penny Dahl) зателефонувала до детективного агентства «Finders Keepers», сподіваючись на допомогу в пошуку її зниклої доньки, Голлі Гібні (англ. Holly Gibney) спочатку не хотіла братися за цю справу. Її партнер, Піт (англ. Pete), хворий на коронавірусну хворобу. Нещодавно померла її мати, з якою у неї були непрості стосунки. А Голлі має бути у відпустці. Але щось у відчайдушному голосі Пенні Дал не дозволяє Голлі відмовити їй.
У кількох кварталах від того місця, де зникла Бонні Дал, живуть професори Родні (англ. Rodney) та Емілі Гарріс (англ. Emily Harris). Вони являють собою картину буржуазної респектабельності: віддані одне одному, одружені восьмидесятилітні, які є напіввідставними науковцями. Але вони приховують жахливу таємницю в підвалі свого добре доглянутого, заставленого книгами будинку, який може бути пов'язаний зі зникненням Бонні. І здаватиметься майже неможливим дізнатися про їх задуми: вони кмітливі, вони терплячі та безжальні.
Голлі мусить використати всі свої неперевершені таланти, щоб перехитрити збочених професорів.